# InSight
Az InSight teljes nevén Interior Exploration using Seismic Investigations, Geodesy and Heat Transport egy amerikai, geológiai robot űrszonda, amelyet a NASA 2018. május 5-én 11:05-kor (UTC) indított a Marsra egy Atlas V rakétával a Vandenberg légitámaszpontról, a Mars belsejének kutatása céljából. Az InSight folyamatosan szállítja az adatokat a bolygóról rádióadója segítségével, amit a NASA Mars körül keringő MRO szondája ad tovább a Föld felé. Működési idejét két évre tervezték.
A robot leszállóegysége 2018. november 26-án 19:53-kor (UTC) leszállt a Mars bolygó felszínére, az Elysium-síkság egyik lapos kráterébe, majd ezt követően néhány perccel később már küldte is a földi irányítóközpont felé az első képeket a leszállási hely környékéről. Az első fotók a leszállás során felvert por által némileg homályos és porszemcsékkel kitakart képek, amelyeken jól kivehető a horizont, a marsi égbolt és a jellegzetesen vörös felszín.
Az űrszonda feladata, hogy belefúrjon a Mars talajába, és adatokat gyűjtsön a szeizmológiai és hőáramlási jellemzőkről, két érzékeny műszer segítségével. A küldetés legfontosabb műszere a SEIS (Seismic Experiment for Interior Structure) nevű szeizmométer, amelyet 2018. december 19-én helyezett el a robotkar az űrszondától 1,6 méterre (ilyen hosszú ugyanis a karja). Ennek a műszernek a segítségével tanulmányozhatják a tudósok a "marsrengéseket".

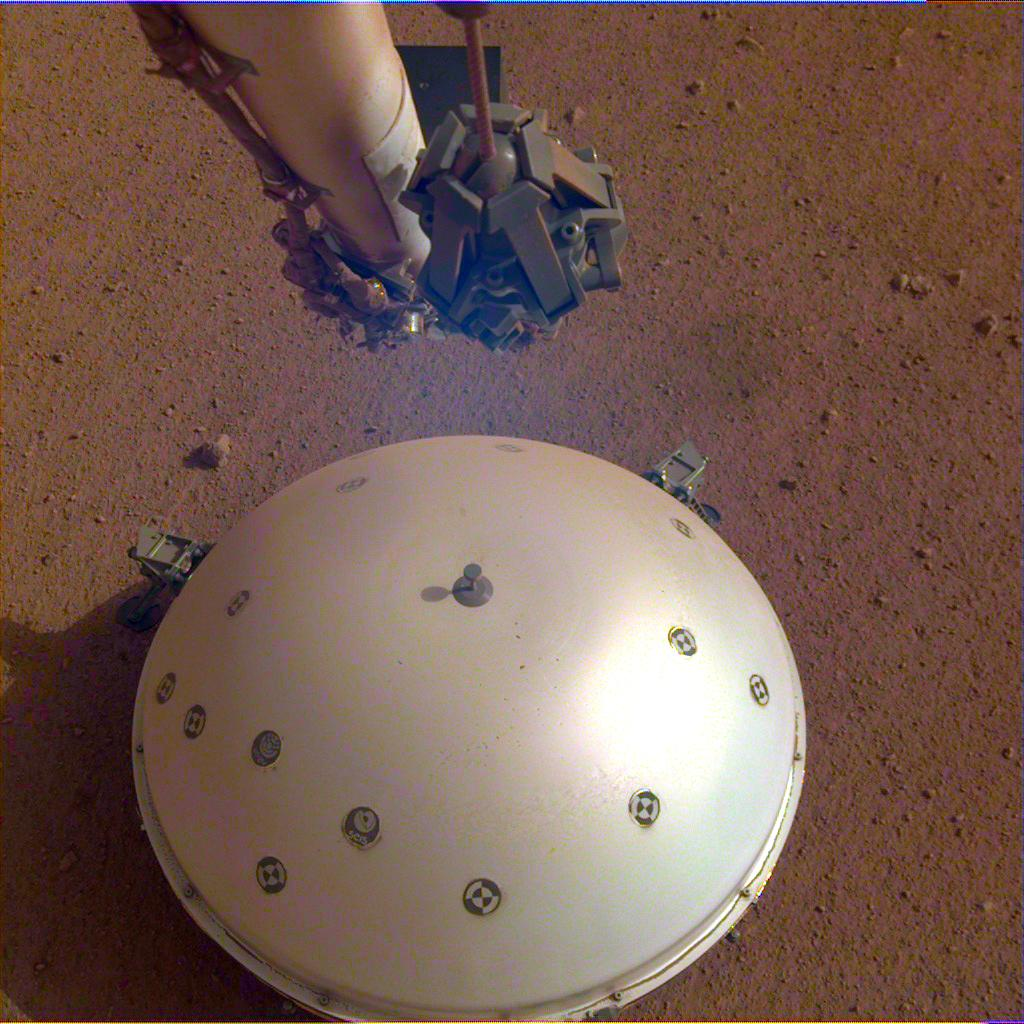
A szeizmométer a Mars felszínén

A másik műszer a hővezetést mérő HP3 (Heat Flow and Physical Properties Probe) volt, ami a Mars belsejéből érkező hőáramlatok erősségét tudja megmérni a Celsius-fok egy ezredrészének pontosságával. A robotvakondnak is becézett műszer kinézetre egy nagy szöghöz hasonlít, melynek beépített kalapácsa van.
- Az IDC kamera leszállás utáni első képe (2018.11.26)
- A robotkar által készített kép a Mars felszínéről a napelemmel (2018.12.07)
- Az InSight által küldött első fotók egyike

A SEIS 2019. április 6-án észlelte az első rengést, ezzel bebizonyítva, hogy létezik a Marson szeizmikus aktivitás, bár nagyon alacsony mértékű. A rengés gyenge volt, a további megfigyelések adataiból derülhet majd ki, hogy valójában mi is okozta, esetleg összefügg-e a bolygó hőmérséklet-változásával járó térfogatcsökkenésével.